# Andrea Milani (1919)
Andrea Milani (San Michele Extra, 13 dicembre 1919 – Verona, 11 ottobre 1978) è stato un calciatore italiano, di ruolo mediano.

## Carriera
Ha esordito in Serie A con la maglia dell'Ambrosiana Inter il 15 febbraio 1942 in Ambrosiana Inter-Venezia (1-1).
Ha giocato in massima serie anche con la maglia del Palermo. Con il Brescia ha disputato due campionati di Serie B con 54 presenze e 3 reti.

## Palmarès
- Campionato italiano di Serie B: 1

Palermo: 1947-1948